# The Hunt for Red October (computerspel uit 1990 door Images Software)
The Hunt for Red October is een computerspel ontwikkeld door Images Software. Het spel werd uitgebracht in 1990. 

## Platforms
| Jaar | Platform                           |
| ---- | ---------------------------------- |
| 1990 | Amiga, Atari ST, Commodore 64, DOS |
| 1991 | Amstrad CPC, ZX Spectrum           |

## Ontvangst
| Beoordeeld door             | Platform     | Datum      | Score |
| --------------------------- | ------------ | ---------- | ----- |
| Amiga Joker                 | Amiga        | april 1991 | 56%   |
| Zzap!                       | Commodore 64 | april 1991 | 40%   |
| Zzap!                       | Amiga        | april 1991 | 39%   |
| Computer Gaming World (CGW) | DOS          | juni 1991  | 30%   |
| Computer Gaming World (CGW) | Commodore 64 | juni 1991  | 30%   |
| Computer Gaming World (CGW) | Amiga        | juni 1991  | 30%   |
| Computer Gaming World (CGW) | Atari ST     | juni 1991  | 30%   |